# Big Tymers
Big Tymers was een Amerikaans rapduo bestaande uit producer, rapper en mede-eigenaar van Cash Money Records Birdman en producer Mannie Fresh.
Het duo uit New Orleans bracht in 1998 haar eerste album How You Luv That uit, en het is aangenomen dat Big Money Heavyweight - uitgebracht in 2003 - het laatste album zal zijn van het duo.

## Discografie
- 1998: How You Luv That
- 1998: 'How You Luv That Vol. 2
- 2000: I Got That Work
- 2002: Hood Rich
- 2003: Big Money Heavyweight